# خوش آمدید آقای مارشال!
خوش آمدید آقای مارشال! (اسپانیایی: ¡Bienvenido, Mister Marshall!‎) یک فیلم کمدی اسپانیایی به کارگردانی لوئیس گارسیا برلانگا است که در سال ۱۹۵۳ منتشر شد.

## گزیدهٔ بازیگران
- فرناندو ری (راوی)
- خوزه ایسبرت
- الویرا کینتیا
- رافائل آلونسو
- مانولو موران
- لولیتا سِـوّیا
- فلیکس فرناندس